# Ortiz vs. Shamrock 3
Ortiz vs. Shamrock 3: The Final Chapter（オーティズ・バーサス・シャムロック・スリー：ザ・ファイナルチャプター、別名UFC Fight Night 6.5）は、アメリカ合衆国の総合格闘技団体「UFC」の大会の一つ。2006年10月10日、フロリダ州ハリウッドのセミノール・ハードロック・ホテル&カジノで開催された。

## 大会概要
メインイベントでは、ティト・オーティズとケン・シャムロックの決着戦として、UFC 40・UFC 61に続く3度目の対戦が行われ、ティトがシャムロックに3度目の勝利を収め、試合後にシャムロックは引退を表明した。なお、大会はSpikeにより全米及びカナダへ無料放送された。
AFCライトヘビー級王者ジェイソン・マクドナルド、キャリア9戦全勝のクリス・プライスがUFCデビュー。

## 試合結果

### プレリミナリィカード
第1試合 ウェルター級 5分3R
○  マーカス・デイヴィス vs.  フォレスト・ペッツ ×
1R 4:58 フロントチョーク
第2試合 ウェルター級 5分3R
○  チアゴ・アウベス vs.  ジョン・アレッシオ ×
3R終了 判定3-0（30-27、30-27、30-27）
第3試合 ミドル級 5分3R
○  ローリー・シンガー vs.  ジョシュ・ヘインズ ×
3R終了 判定3-0（29-28、29-28、29-28）
第4試合 ウェルター級 5分3R
○  トニー・デソーザ vs.  ダスティン・ヘイズレット ×
1R 3:59 チキンウィングアームロック
第5試合 ミドル級 5分3R
○  ネイサン・マーコート vs.  クラフトン・ワレス ×
2R 1:14 チョークスリーパー

### メインカード
第6試合 ライトヘビー級 5分3R
○  マット・ハミル vs.  セス・ペトルゼリ ×
3R終了 判定3-0（29-28、30-27、29-28）
第7試合 ミドル級 5分3R
○  ジェイソン・マクドナルド vs.  エド・ハーマン ×
1R 2:43 三角絞め
第8試合 ミドル級 5分3R
○  ケンドール・グローブ vs.  クリス・プライス ×
1R 3:59 ギブアップ（マウントエルボー）
第9試合 ライトヘビー級 5分3R
○  ティト・オーティズ vs.  ケン・シャムロック ×
1R 2:23 TKO（レフェリーストップ：パウンド）

### 各賞
ファイト・オブ・ザ・ナイト： マット・ハミル vs. セス・ペトルゼリ
ノックアウト・オブ・ザ・ナイト： ティト・オーティズ
サブミッション・オブ・ザ・ナイト： ジェイソン・マクドナルド
各選手にはボーナスとして30,000ドルが支給された。